# 竹内由恵
竹内 由恵（たけうち よしえ、1986年1月20日 - ）は、日本のフリーアナウンサー、元テレビ朝日アナウンサー。現在の所属事務所はアミューズ。

## 来歴

### 幼少期 - 学生時代
東京都中野区出身。フリーになってから出演番組で港区出身と述べている。オランダ生まれ。
小学4年から中学3年まで、父親の仕事の関係でアメリカ、スイス、イギリスに6年間住んでいた。
高校に入学のため家族より早く日本に帰国して、1年間祖父母の家で暮らす。
東京学芸大学附属高等学校を経て、慶應義塾大学法学部政治学科に入学。大学1年はテニスのサークル、ジャズギターサークルに入っていた。大学2年の時にボクシング部にマネージャーとして入部。最終的にはマネージャー兼主務となった。
キャンパスパークに属していた2006年、同社のファッション誌『TiaraGirl』に掲載され、さらに『ミス慶應』のグランプリに選出された。また、エントリー期間中にはPod TVのネット番組『ミスの瞳に恋してる』に、他のミス慶應候補と共に出演していた。

### テレビ朝日に入社
2008年4月1日、アナウンサーとして入社。
2008年6月16日、生放送の『ワイド!スクランブル』に出演。同期入社の本間智恵、八木麻紗子と共に新人アナウンサー3人で挨拶をし、視聴者へのお披露目となった。
2008年7月、『速報!甲子園への道』で神奈川県大会を担当し、アナウンサーとしての初出演となった。その後の8月には『第90回全国高校野球選手権大会中継』で「SUNSUNリポート」を担当した。
2008年10月3日から『ミュージックステーション』の8代目サブ司会を担当。2013秋に降板するまで5年間出演し、番組史上最長である。
2008年10月5日から『やべっちFC〜日本サッカー応援宣言〜』に出演。Jリーグ開催スタジアムからの現場リポート、不定期で番組最後に放送される「たけうっちのこくっちF.C.」という告知コーナーを担当していた。2013年4月7日から進行キャスターを担当。
2009年2月28日と3月1日、アイドル歌手ユニット『業務命令』のメンバーとしてテレビ朝日アナウンサーによる朗読劇『VOICE6』に出演。また、オリジナル楽曲「ヴィーナス・エスケープ」を披露している。
2010年9月6日、『Qさま!!みんなで漢字検定受けちゃうぞ!!奇跡が起きた合格者大連発SP』にて松尾由美子と共に漢字検定準1級に合格した模様が放送された。
2010年11月から2011年9月まで、『さきっちょ☆』の2代目進行を担当。番組の企画を兼ねてアメーバブログに番組名義でのブログを開設。
2011年4月8日から2012年10月6日まで、『おかずのクッキング』にてアシスタントを担当。
2011年7月、「世界水泳2011」にて現地キャスターを担当。この際中国のネットユーザーから「世界水泳で1番の美女」として注目を集め、多くの中国ウェブメディアで称賛された。
2011年10月2日から『報道ステーション SUNDAY』にスポーツ・お天気キャスターとして出演。「朝日新聞デジタル×報道ステーション SUNDAY 注目ニュースランキング」、スポーツ、お天気コーナーを担当。
2012年7月、ロンドンオリンピックに向けた日本民間放送連盟のPRスポットCM発表会に、テレビ朝日代表として参加。さらに、同オリンピックの期間中には、テレビ朝日制作の中継で現地キャスター兼リポーターを務めた。
2013年、朝日放送（現：朝日放送テレビ）・テレビ朝日共同制作の『熱闘甲子園』でキャスターを担当。同大会の地方大会期間中には、『速報!甲子園への道』の全国ネットパートでキャスターを務める。
2014年には、ソチオリンピックの期間中に、テレビ朝日系列の現地キャスター兼リポーターを担当。また、他局の五輪中継担当アナウンサーと一緒に日本民間放送連盟のキャンペーンCM「ソチをウチで　見るなら民放で!」へ出演するとともに、それぞれの所属局で担当するレギュラー番組にもゲストで登場した。
2015年3月30日から2018年9月まで、『スーパーJチャンネル』のメインキャスターを担当。入社後初めて、本格的なニュース報道に携わる。
2018年10月からは、『報道ステーション』の月 - 木曜日のスポーツキャスターおよび金曜日のメインキャスターを担当。
2019年3月に同学年で医師の一般男性と結婚。
2019年7月20日、テレビ朝日を退社し『報道ステーション』は9月末で降板することを発表した。退社日は12月31日。

### フリーアナウンサーとして
テレビ朝日退職後は医師である夫の勤務地の静岡県へ移住。竹内自身は家庭生活に専念したい思いを持っていたが、夫から「暇そうだから仕事してみたら？」と言われたことと、アミューズからの誘いがあったことなどもあり、静岡県を拠点にフリーアナウンサーとして活動を再開することを決意。再開するに当たり竹内は「仕事と家庭の両立を目指しつつ、様々なことに挑戦したい」との意思を示した。
2020年9月16日、自身のInstagramにて、第1子妊娠を発表。2021年2月2日、第1子男児の出産を報告。
2023年3月28日、自身のInstagramにて、第2子妊娠を発表。8月14日、第2子出産を報告。
浜松市から、同市の魅力を広く発信する「やらまいか大使」に委嘱された。

## 人物

### 趣味・特技
- 趣味は映画鑑賞[34]、音楽鑑賞[34]、一人旅[34]。
- 特技は寝ること[34]。好きな言葉は"Don't worry,be happy!"[34]。

### 家族
- 両親と弟が1人（竹内太郎）。由恵が生まれた頃、父親は大和証券アムステルダム駐在員であった[35]。
- 母方の祖父は作家の清水一行[11]。叔父は自動車評論家清水草一。

### 嗜好
- 好きなアーティストはMr.Childrenで、特に好きな曲は「終わりなき旅」[36]。

### エピソード
- 父が格闘技好きだったことで自身も格闘番組のテレビ中継を見ていた。K-1戦士のジェロム・レ・バンナの戦いぶりに衝撃を受け、ロマンを感じたという[12]。大学時代に体育会ボクシング部のマネージャーを務めた[13]経験から『ボクシングは自分の大切なアイデンティティーのひとつ』であると語っている[12]。
- 大学生時代、好きな異性のタイプはスポーツで悔し涙を流している人としていた[37]。
- 老後は田舎でカフェを開くという夢がある[38]。

### 交友関係
- 他局で同期の相内優香（テレビ東京）、枡田絵理奈（元TBS）、小熊美香（元日本テレビ）と交友がある[39]。
- 元テレビ東京の秋元玲奈とは同じ大学・学部の同級生[40][41]。

## 出演番組

### テレビ朝日時代

#### テレビ
- ミュージックステーション（2008年10月3日 - 2013年9月27日） - 8代目サブ司会
- 快盗!!シノビーナ（2008年11月15日 - 2009年9月26日）
- 2010 FIFAワールドカップ・アジア予選（2008年10月15日） - ワンセグ放送司会
- 上田ちゃんネル 24時間ぐらいTV!!（2008年11月29・30日、CSテレ朝チャンネル） - 番組の1コーナー「女子アナスイーツちゃんネル」に八木麻紗子、本間智恵とともに出演
- ミュージックステーションスーパーライブ（2008年12月 - 2012年12月） - サブ司会
- 初日の出ニッポン 富士山上空おめでとう完全中継!年越し列島 新春芸能界撮って出し!（2009年1月1日） - 森ビル展望台中継
- 夢対決!とんねるずのスポーツ王は俺だ!スペシャル（2009年1月2日、2010年1月2日） - リポーター
- easy sports（2009年1月30日） - ランナーとして出演。毛利庭園をスタートし、テレビ朝日から六本木ヒルズ周辺を走る
- 名探偵の掟（2009年5月22日） - アナウンサー役
- 落語者（2010年1月 - 2012年9月21日） - 司会
- パネルクイズ アタック25（2010年1月10日、朝日放送制作） - 矢島悠子とコンビで出演
- エンゼルバンク〜転職代理人 第6話（2010年2月25日） - アナウンサー役
- 上田ちゃんネル 24時間ぐらいTV!!2010（2010年4月17・18日、テレ朝チャンネル） - 「上田ボクシングちゃんネル」にゲスト出演
- さきっちょ☆（2010年11月 - 2011年9月） - 進行
- スーパーJチャンネル（2010年10月 - 2011年10月） - グルメリポーター
- 教えて!ストリート通（2011年6月2日 - 7月7日） - 進行
- 白黒ジャッジバラエティ 中居正広の怪しい噂の集まる図書館（2012年7月18日） - すっぴんクイズ（2012年9月25日） - 弟と共演
- おかずのクッキング（2011年4月8日 - 2012年10月6日） - アシスタント
- GET SPORTS（2011年4月 - 2013年3月） - 進行（隔週）
- 報道ステーション SUNDAY（2011年10月2日 - 2015年3月29日） - スポーツキャスター
- 熱闘甲子園（2013年、朝日放送・テレビ朝日共同制作） - キャスター
- 速報!甲子園への道（2008年、2013年）- 2008年には、同期の本間・八木と交互に、関東ローカルパートのキャスターを担当。『熱闘甲子園』のキャスター就任を機に、2013年に全国ネットパートのキャスターとして復帰。
- 〜世界にひとつ〜ミラクルレシピ!（2013年4月20日 - 2015年3月21日）
- JAバンクスポーツスペシャル 全日本大学駅伝対校選手権大会中継（2013年11月3日・2014年11月2日、メ〜テレ・テレビ朝日共同制作） - 監督車リポーター
- 坂上忍の成長マン!!（2014年4月3日 - 2015年3月）
- 極上!旅のススメ（2016年1月10日 - 2016年9月25日）

2016年6月26日放送分までは、生放送によるスタジオパートに、草野仁とのコンビでMCとして出演していた。オールロケに移行した同年7月3日放送分以降は、ロケVTRのナレーターを担当。
- 竹内由恵の60分一本勝負!!（2017年6月11日、AbemaTV）[42]
- スーパーJチャンネル - メインキャスター（2015年3月30日 - 2018年9月28日）
- やべっちFC〜日本サッカー応援宣言〜
フィールドリポーター（2008年10月5日 - 2013年3月31日、2008年10月5日・2008年放送最終回のみスタジオアシスタント）
サブキャスター（2013年4月7日 - 2018年10月1日）
- 報道ステーション - 月 - 木曜日のスポーツキャスターおよび金曜日のメインキャスター（2018年10月1日 - 2019年9月27日）
- ANNニュース（不定期）
- News Access（BS朝日、不定期）
- クイズプレゼンバラエティー Qさま!!（不定期）
- 金曜★ロンドンハーツ（不定期）

### フリー以後

#### テレビ
- しゃべくり007（日本テレビ） - 2020年3月9日
- 行列のできる法律相談所（日本テレビ） - 2020年3月22日
- 驚キュレーション!! イイコト聞いたんだけど…聞く?（MBS） - 2020年3月24日
- ニンゲン観察バラエティ モニタリング（TBSテレビ） 
  - 2020年3月26日、4月2日、30日、6月11、18日
  - 2022年8月4日、8月18日、8月25日、9月8日、9月15日、10月6日
  - 2023年5月25日
- プレバト!!（MBS） 
  - 2020年4月16日 - 俳句の才能査定ランキング
  - 2022年1月27日 - 水彩画 、9月1日-ストーンアート、11月17日 - 色鉛筆 - 特待生
  - 2023年7月20日 - 色鉛筆の名人・特待生一斉査定
- 痛快TV スカッとジャパン（フジテレビ） - 2020年4月20日、2021年9月6日
- 今夜はナゾトレ（フジテレビ）
  - 2020年4月28日
  - 2021年6月22日
  - 2023年1月24日、4月25日
- J-ENTERTAINMENT（NHKワールド JAPAN、海外向け英語放送、国内配信） - 2021年8月 ※月1回（毎月最終金曜日）MC
- 人生が変わる1分間の深イイ話（日本テレビ） - 2021年8月30日、9月13日
- ホンマでっか!?TV（フジテレビ） - 2021年8月11日
- 世界の何だコレ!?ミステリーSP（フジテレビ） - 2021年10月2日
- 潜在能力テスト（フジテレビ） 
  - 2021年11月15日
  - 2023年7月25日
- 静岡35市町 推してみぃ～賞（テレビ静岡） - 2021年11月28日
- ダウンタウンDX（日本テレビ） - 2022年1月27日
- 踊る!さんま御殿!!（日本テレビ） 
  - 2022年1月25日、3月15日、4月5日、5月10日、8月23日、9月20日
  - 2023年2月21日、5月30日
- 突然ですが占ってもいいですか?（フジテレビ） - 2022年3月30日
- 二軒目どうする?〜ツマミのハナシ〜（テレビ東京） - 2022年4月9日
- 上田と女が吠える夜（日本テレビ） - （日本テレビ） - 2022年4月27日
- 有吉ゼミ（日本テレビ） - 2022年5月2日
- 咲くSEED ～スタートアップ 成功の種～（東海テレビ） - 2022年5月2日 - 2023年3月27日　ナビゲーター
- ゼロイチ（日本テレビ） - 2022年5月7日
- ヒューマングルメンタリー オモウマい店（日本テレビ） - 2022年5月10日
- 呼び出し先生タナカ（フジテレビ） - 2022年5月22日
- デカ盛りハンター（テレビ東京） - 2022年7月1日
  - 予習復習スペシャル - 2022年11月26日
- 水曜日のダウンタウン（TBSテレビ） - 2022年8月3日
- くさデカ（テレビ静岡） 
  - 2022年4月2日よりレギュラー、5月7日、7月23日、8月13日、11月12日、12月3日
- ものまねのプロ152人がガチで選んだ本当に似てる!“歌ものまね”ランキング-MC（テレビ東京） - 2022年8月11日
- ポップUP!-芸能人セカンド街チング（フジテレビ） - 2022年8月23日
- すみません、ココやってますか?（テレビ東京） - 2022年9月19日
- ファミリークエスト（日本テレビ） - 2022年10月2日
  - 2023年1月7日、3月11日、5月6日
- ヒルナンデス!（日本テレビ）
  - 2022年4月5日、2022年11月21日、2022年12月5日
  - 2023年1月30日、2023年2月7日、2023年5月18日
- スッキリ（日本テレビ） - 2022年4月5日
- バゲット (テレビ番組)（日本テレビ） - 2022年4月5日
- グルメ推理ゲーム常連3（日本テレビ） - 2022年4月7日
- 見取り図の間取り図ミステリー（読売テレビ） - MC
  - 2022年5月12日
  - 2023年2月2日（番宣出演 - ZIP!、スッキリ、バゲット、ヒルナンデス!、ミヤネ屋）
- ネプリーグ（フジテレビ） 
  - 2022年6月6日、9月5日、10月10日
  - 2023年1月23日、4月17日
- エヂカラハンター（TBSテレビ） - 2022年6月27日、2022年7月12日
- プチブランチ （TBS）
  - 2022年10月5日、2022年10月12日
  - 2023年1月11日、2023年3月29日
- カズレーザーと学ぶ。（日本テレビ）
  - 2022年10月25日、11月8日
  - 2023年1月17日、4月18日
- つづきましてコンボ!（TBS） - 2022年12月22日、29日
- news every.しずおか（静岡第一テレビ）、コメンテーター - 2023年2月22日、4月4日より水曜レギュラー
- オオカミ少年 (テレビ番組)（TBS） - 2022年10月28日
- ドラフトコント2022（テレビ東京） - （フジテレビ） - 2022年11月19日
- LIVEしずおかおおみそかＳＰ　カズレーザーとＺ世代　超ホンネ会議（静岡放送） - 2022年12月31日
- サンデーPUSHスポーツ 髙梨沙羅SP!北京五輪まさかの失格から約1年…（日本テレビ） - 2023年1月15日
- あちこちオードリー（テレビ東京） - 2023年3月22日
- 四国らしんばん（NHK松山） - 2023年4月7日
- 発見!タカトシランド（北海道文化放送） - 2023年4月21日
- THEプラチナリスト〜スターが生まれた伝説の名簿〜（TBS） - 2023年5月28日、VTR出演
- 超無敵クラス（日本テレビ） - 2023年6月25日
- リモートシェフ（BSフジ） - 2023年6月26日、27日
- 地球環境問題への挑戦者たち〜ブループラネットの未来のために〜（テレビ東京） - 2023年10月5日 - 、MC
- DayDay.（日本テレビ） - 2023年10月17日

#### テレビドラマ
- あなたの恋人、強奪します。  - （2024年4月14日 - 6月16日、朝日放送テレビ） - リンカ 役[43]

#### ラジオ
- 竹内由恵 人生のメソッド（ニッポン放送） - 2020年7月11日 - 8月29日[44]
- 竹内由恵 WITH!（ニッポン放送） - 2020年7月9日、31日
- 竹内由恵のGood Shape Navi（CBCラジオ） - 2024年11月7日 -

#### ネット配信
- Prime Video Presents Live Boxing（Amazon Prime Video）
  - 村田諒太VSゲンナジー・ゴロフキン（2022年4月9日） - アシスタントMC[45]
  - 井上尚弥VSノニト・ドネア（2022年6月7日） - MC[46]
  - THE CHAMPIONS ～日本人対決～ Prime Video Presents Live Boxing 3 直前 Special（2022年10月） - MC
  - 寺地拳四朗VS京口紘人（2022年11月1日） - MC
  - 4.8 那須川天心デビュー戦 直前スペシャル（2023年3月25日） - MC
  - 4.8 那須川天心デビュー戦 （2023年4月8日） - MC
  - スーパーバンタム級8回戦 那須川天心vs. ルイス・グスマン （2023年9月18日） - MC
- 竹内由恵のT‐Times（ニッポン放送ポッドキャスト） - 2021年10月7日より木曜日12時配信

- 7.2 新しい別の窓 （ABEMA、♯57 2022年12月4日）
- 内田篤人のFOOTBALL TIME （DAZN、2023年2月2日） - 代役MC
- atopykaiwaインスタライブ（Instagram、2023年2月25日） - MC
- チャンスの時間 （ABEMA、 2023年4月9日） - #220：6周年突入! ノブの好感度を下げておこう! 第9弾

## その他

### 書籍
- なんとかなるさ!ヨシエのとほほ、くすくす日和（2024年10月1日、祥伝社）ISBN 978-4-39-661824-7

### 新聞
- 『日刊スポーツ』（2008年6月19日、6月26日、7月3日）- 「アナトークバトル」（本間智恵、八木麻紗子との対談）
- 『竹内由恵のマイペースで行こう!』（読売新聞東京版夕刊金曜日コラム、2014年9月 - 、月1回）
- 『戦士のほっとタイム』（朝日新聞東京版夕刊アスリートインタビュー、2018年12月 - 2019年9月、月1回）
- 『「本能的に好き」竹内由恵さんが感動した井上vsドネアと、あの選手』（朝日新聞デジタル、2022年6月8日）[47]

### WEBマガジン
- スポアナアスリートリポート『たけうっちタイムス』（Sportiva） - コラム
- 『はじめましてに悩みまして。』（WEB Domani） - 2021年9月17日より - コラム
- 『大人のイガリMAGIC』（mi-mollet） - 2022年7月9日、7月16日 - メイクモデル
- 『Yahoo!ニュースオリジナルVoice』（Yahoo!） - 2022年7月27日 - インタビュー
- 『CHANTO WEB』（主婦と生活社） - 2022年8月2日、4日、6日 - インタビュー
- 『日経クロスウーマン』（日経BP） - 2022年8月31日 - 1枚映えコーデ インタビュー
- 『ウォーカープラス』（KADOKAWA） - 2022年9月5日 - 静岡と東京の二拠点生活、2022年9月15日 インタビュー
- 『文春オンライン』（文藝春秋） - 2022年9月25日 -「2ちゃんねるに『アナウンス力がない』と書かれて落ち込んだ」元テレ朝・竹内由恵（36）が明かす局アナ時代の“知られざる苦悩”他全2回インタビュー
- 『スマイルすまい』（カーディフ生命保険） - 2022年9月26日 - 地方移住での気づき-インタビュー
- 『JAF Mate online』（日本自動車連盟） - 2023年2月14日 - 竹内由恵先生のコーヒー論（前・後）-エッセイ

### 雑誌
- 『たまごクラブ』（ベネッセコーポレーション） - 2021年3月号表紙
- 『mina (雑誌)』（夕星社） - 2021年11月号
- 『VERY』（光文社） - 2021年10月7日、2023年6月号
- 『中期のたまごクラブ』（ベネッセコーポレーション） - 2023年5月 初夏号表紙
- 『美ST』（光文社） - 2023年7月号

### CM
- ライオン『メソッド』（2020年5月）[48]
- Wolt - わたしのWoltライフスタイル（2022年3月）

### イベントなど
- 映画「エリザベス 女王陛下の微笑み」トークイベント MC - 2022年6月16日
- 株式会社アミューズ第44期定時株主総会 MC - 2022年6月26日
- 9歳までに本当に必要な教育とは? トークショー MC - 2022年11月18日
- 東京ガールズコレクションしずおか2023 MC - ツインメッセ静岡 - 2023年1月14日
- Jリーグ30周年オープニングイベント MC - 東京都 - 2023年1月25日
- MARK IS 静岡 10周年イベント - 2023年5月7日

### テレビ朝日時代
- よっしーのこれでよっしー♪ - テレビ朝日公式プロフィール。
- 竹内由恵 (yosshi5ch) - Facebook
- アナ★ロード - テレビ朝日
- VOICE6 - テレビ朝日
- スポアナアスリートリポート『たけうっちタイムス』 - Sportiva
- 竹内由恵 オフィシャルブログ 「さきっちょ☆」 - Ameba Blog（2020年11月1日 - 2021年9月28日） ※『さきっちょ☆』アナウンサーブログ。前任の加藤真輝子から引き継ぎ、2020年11月1日から「竹内由恵 オフィシャルブログ 「さきっちょ☆」」として更新していた。
- 竹内由恵のMステブログ（ - 2013年9月27日） - テレビ朝日 ※『ミュージックステーション』アナウンサーブログ。2013年9月27日更新分まで担当。その後は後任アナウンサー（「～のMステブログ」はじめの名前の箇所にその時の担当アナウンサー名が入る）に引き継がれ更新されている。
- テレビ朝日アナウンサー 竹内由恵オフィシャルブログ - Ameba Blog （2013年5月 - 2017年6月2日）